# حاجز (فلم)
حاجز (بالإنجليزية: Barricade) هو فيلم رعب تم إنتاجه في كندا وصدر سنة 2012 بطولة إريك ماكورماك وجودي تومسون ودونلي رودس.

## القصة
يدور هذا الفيلم حول عائلة شيد ، بعد مرور عام على وفاة الأم / الزوجة ليا ، يذهب الزوج والأب (إريك ماكورماك) وطفلاه إلى كوخ في الجبال. وأثناء وجودهم هناك ، تعذبهم الرؤى والأحداث التي بدأت تخيفهم. لكن هل هذه الحوادث حقيقية أم في أذهانهم؟ يشعر الأب بأنه مضطر لتحصينهم في المقصورة من أجل الحفاظ على سلامتهم. لكن هل ستنجح؟

## وصلات خارجية
مقالات تستعمل روابط فنية بلا صلة مع ويكي بيانات